# Dexia genuina
Dexia genuina là một loài ruồi trong họ Tachinidae.